# یوهان رینهولد فورستر

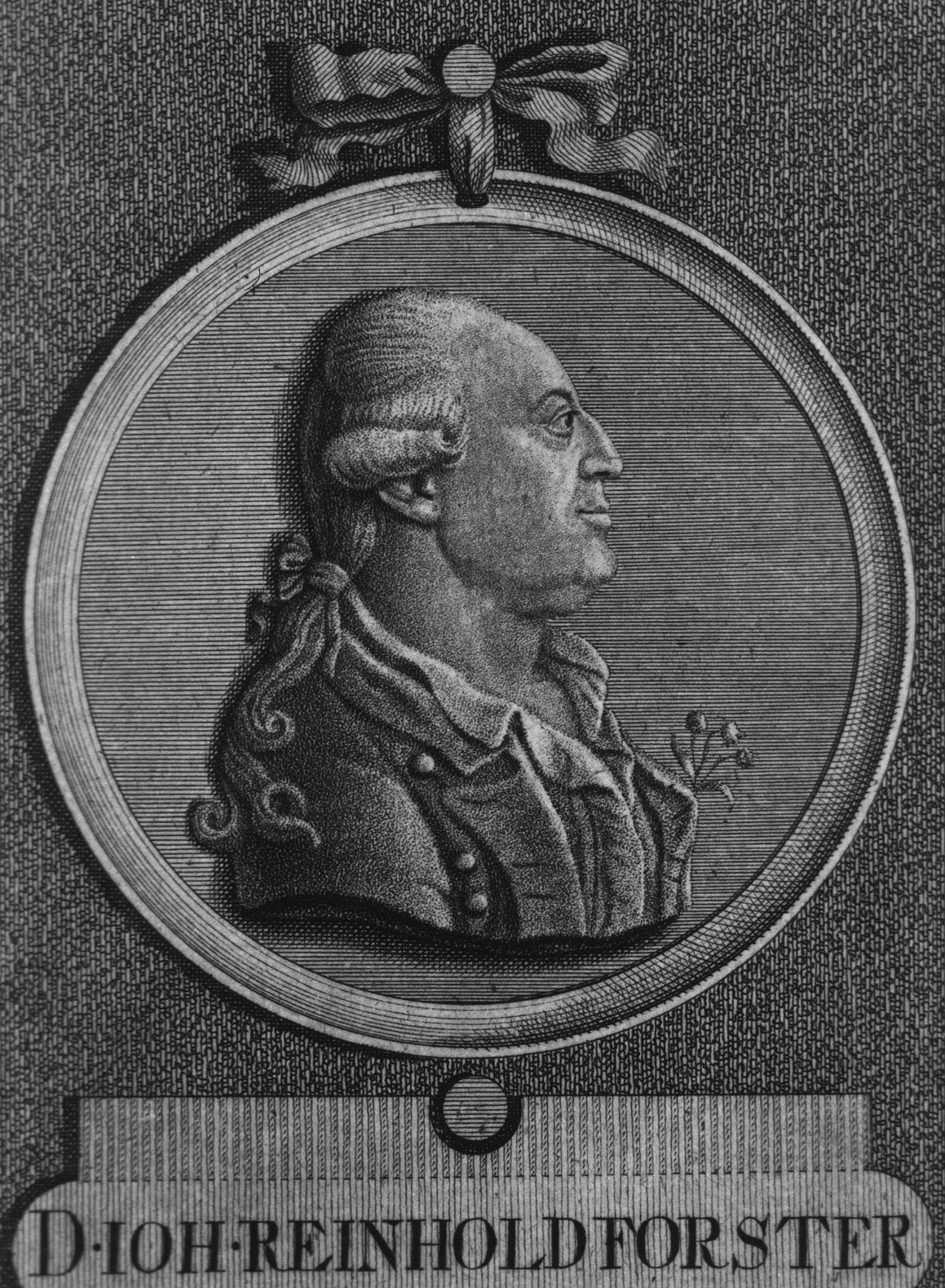
یوهان رینهولد فورستر

یوهان رینهولد فورستر (۲۲ اکتبر ۱۷۲۹ – ۹ دسامبر ۱۷۹۸) یک فرد آلمانی لوتریانیسم و پژوهشگر تاریخ طبیعی اسکاتلند بود. شهرت او بیشتر به سبب حضورش در دومین سفر دریایی جیمز کوک به عنوان دانشمند طبیعت‌شناس به همراه پسرش جرج فورستر است.